# Danielle Thourot
Danielle Thourot, coniugata Dreyfus (4 gennaio 1940), è un'ex cestista francese.

## Carriera
Con la Francia ha disputato i Campionati europei del 1962.